# Tiro nos Jogos Olímpicos de Verão de 2016 - Pistola de ar 10 m masculino
A prova da pistola de ar a 10 metros masculino do tiro nos Jogos Olímpicos de Verão de 2016 disputou-se a 6 de agosto de 2016 no Centro Nacional de Tiro.

## Formato da competição
A competição dividiu-se em duas rondas: a de qualificação e a final. Na primeira, cada atirador fez 60 disparos com uma pistola de ar a 10 metros. As pontuações subiram um ponto por cada tiro, até um máximo de dez.
Os oito mais pontuados da qualificação avançam para a final, onde fazem mais 20 tiros. A pontuação aumentou em 0.1, até à pontuação máxima de 10.9.

## Medalhistas
Hoàng Xuân Vinh fez história ao ser o primeiro campeão Olímpico do Vietnã, superando o brasileiro Felipe Wu, que ganhou a primeira medalha dos anfitriões nos Jogos (a primeira do país no tiro desde 1920). Pang Wei, da China, foi bronze.
| Ouro   | VIE Hoàng Xuân Vinh |
| Prata  | BRA Felipe Wu       |
| Bronze | CHN Pang Wei        |

## Recordes
Antes do evento, estes eram os recordes olímpicos e mundiais:
| Qualificação     | Qualificação      | Qualificação | Qualificação | Qualificação         | Qualificação |
| Tipo             | Atirador          | Pontos       | Local        | Data                 |              |
| ---------------- | ----------------- | ------------ | ------------ | -------------------- | ------------ |
| Recorde mundial  | Jin Jong-oh       | 594          | Changwon     | 12 de abril de 2009  |              |
| Recorde olímpico | Mikhail Nestruyev | 591          | Atenas       | 14 de agosto de 2004 |              |

| Final            | Final                                          | Final                                          | Final                                          | Final                                          | Final |
| Tipo             | Atirador                                       | Pontos                                         | Local                                          | Data                                           |       |
| ---------------- | ---------------------------------------------- | ---------------------------------------------- | ---------------------------------------------- | ---------------------------------------------- | ----- |
| Recorde mundial  | Jin Jong-oh                                    | 206.0                                          | Changwon                                       | 12 de abril de 2009                            |       |
| Recorde olímpico | As regras mudaram desde as últimas Olimpíadas. | As regras mudaram desde as últimas Olimpíadas. | As regras mudaram desde as últimas Olimpíadas. | As regras mudaram desde as últimas Olimpíadas. |       |

O seguinte recorde foi estabelecido durante a competição:
| Data        | Fase  | Atirador        | País     | Pontos | Tipo             |
| ----------- | ----- | --------------- | -------- | ------ | ---------------- |
| 6 de agosto | Final | Hoàng Xuân Vinh | Vietname | 202.5  | Recorde olímpico |

## Resultados

### Qualificação
Estes foram os resultados da fase inicial:
| Pos. | Atirador            | País                | 1  | 2  | 3  | 4   | 5  | 6  | Total | Inner 10s | Notas |
| ---- | ------------------- | ------------------- | -- | -- | -- | --- | -- | -- | ----- | --------- | ----- |
| 1    | Pang Wei            | CHN China           | 97 | 98 | 99 | 98  | 99 | 99 | 590   | 27        | Q     |
| 2    | Jin Jong-oh         | KOR Coreia do Sul   | 97 | 94 | 98 | 100 | 96 | 99 | 584   | 24        | Q     |
| 3    | Juraj Tužinský      | SVK Eslováquia      | 96 | 97 | 98 | 97  | 98 | 96 | 582   | 23        | Q     |
| 4    | Hoàng Xuân Vinh     | VIE Vietnã          | 96 | 97 | 98 | 97  | 98 | 95 | 581   | 18        | Q     |
| 5    | Giuseppe Giordano   | ITA Itália          | 97 | 95 | 98 | 95  | 98 | 97 | 580   | 24        | Q     |
| 6    | Jitu Rai            | IND Índia           | 96 | 96 | 98 | 96  | 96 | 98 | 580   | 22        | Q     |
| 7    | Felipe Wu           | BRA Brasil          | 96 | 95 | 99 | 97  | 97 | 96 | 580   | 19        | Q     |
| 8    | Vladimir Gontcharov | RUS Rússia          | 96 | 96 | 99 | 98  | 94 | 97 | 580   | 17        | Q     |
| 9    | Dimitrije Grgić     | SRB Sérvia          | 96 | 96 | 97 | 97  | 96 | 97 | 579   | 20        |       |
| 10   | Pablo Carrera       | ESP Espanha         | 98 | 95 | 93 | 97  | 98 | 98 | 579   | 18        |       |
| 11   | João Costa          | POR Portugal        | 98 | 97 | 96 | 96  | 94 | 97 | 578   | 21        |       |
| 12   | Will Brown          | USA Estados Unidos  | 95 | 98 | 97 | 95  | 96 | 96 | 577   | 23        |       |
| 13   | Júlio Almeida       | BRA Brasil          | 97 | 94 | 96 | 97  | 96 | 97 | 577   | 20        |       |
| 14   | Oleh Omelchuk       | UKR Ucrânia         | 96 | 98 | 96 | 99  | 94 | 94 | 577   | 20        |       |
| 15   | Ruslan Lunev        | AZE Azerbaijão      | 96 | 94 | 95 | 97  | 96 | 99 | 577   | 19        |       |
| 16   | Pu Qifeng           | CHN China           | 97 | 97 | 94 | 95  | 98 | 96 | 577   | 19        |       |
| 17   | Kim Song-guk        | PRK Coreia do Norte | 98 | 95 | 97 | 95  | 97 | 95 | 577   | 18        |       |
| 18   | Jay Shi             | USA Estados Unidos  | 97 | 95 | 95 | 98  | 97 | 95 | 577   | 17        |       |
| 19   | Lee Dae-myung       | KOR Coreia do Sul   | 98 | 96 | 95 | 95  | 97 | 96 | 577   | 12        |       |
| 20   | Gurpreet Singh      | IND Índia           | 94 | 96 | 93 | 99  | 99 | 95 | 576   | 21        |       |
| 21   | Yusuf Dikeç         | TUR Turquia         | 95 | 93 | 97 | 98  | 98 | 95 | 576   | 17        |       |
| 22   | Tomoyuki Matsuda    | JPN Japão           | 92 | 95 | 96 | 98  | 97 | 98 | 576   | 14        |       |
| 23   | Vladimir Issachenko | KAZ Cazaquistão     | 94 | 97 | 96 | 98  | 95 | 95 | 579   | 19        |       |
| 24   | İsmail Keleş        | TUR Turquia         | 99 | 93 | 93 | 98  | 94 | 98 | 575   | 18        |       |
| 25   | Damir Mikec         | SRB Sérvia          | 98 | 97 | 95 | 97  | 92 | 96 | 575   | 18        |       |
| 26   | Trần Quốc Cường     | VIE Vietnã          | 95 | 98 | 96 | 96  | 97 | 93 | 575   | 16        |       |
| 27   | Kim Jong-su         | PRK Coreia do Norte | 95 | 95 | 95 | 96  | 96 | 98 | 575   | 15        |       |
| 28   | Johnathan Wong      | MAS Malásia         | 94 | 96 | 96 | 98  | 93 | 97 | 574   | 17        |       |
| 29   | Tsotne Machavariani | GEO Geórgia         | 96 | 97 | 95 | 97  | 95 | 94 | 574   | 16        |       |
| 30   | Samy Abdel Razek    | EGY Egito           | 96 | 92 | 96 | 96  | 97 | 97 | 574   | 14        |       |
| 31   | Vladimir Isakov     | RUS Rússia          | 94 | 93 | 96 | 96  | 98 | 97 | 574   | 12        |       |
| 32   | Atallah Al-Anazi    | KSA Arábia Saudita  | 96 | 94 | 95 | 95  | 98 | 95 | 573   | 18        |       |
| 33   | Ye Tun Naung        | MYA Mianmar         | 96 | 95 | 96 | 92  | 96 | 97 | 572   | 19        |       |
| 34   | Samuil Donkov       | BUL Bulgária        | 96 | 98 | 97 | 94  | 94 | 93 | 572   | 19        |       |
| 35   | Pavlo Korostylov    | UKR Ucrânia         | 98 | 96 | 95 | 96  | 95 | 92 | 572   | 14        |       |
| 36   | Blake Blackburn     | AUS Austrália       | 91 | 97 | 95 | 96  | 96 | 95 | 570   | 10        |       |
| 37   | Jorge Grau          | CUB Cuba            | 95 | 94 | 96 | 94  | 94 | 96 | 569   | 16        |       |
| 38   | Pavol Kopp          | SVK Eslováquia      | 96 | 93 | 97 | 95  | 94 | 94 | 569   | 12        |       |
| 39   | Rafael Lacayo       | NCA Nicarágua       | 97 | 95 | 95 | 95  | 93 | 94 | 569   | 8         |       |
| 40   | Rashid Yunusmetov   | KAZ Cazaquistão     | 96 | 96 | 93 | 94  | 95 | 93 | 567   | 16        |       |
| 41   | Piotr Daniluk       | POL Polônia         | 96 | 96 | 97 | 95  | 94 | 89 | 567   | 14        |       |
| 42   | Miklós Tátrai       | HUN Hungria         | 94 | 95 | 95 | 93  | 94 | 96 | 567   | 9         |       |
| 43   | Marko Carrillo      | PER Peru            | 94 | 92 | 97 | 96  | 92 | 95 | 566   | 11        |       |
| 44   | Daniel Repacholi    | AUS Austrália       | 91 | 97 | 97 | 95  | 96 | 89 | 565   | 13        |       |
| 45   | Ahmed Mohamed       | EGY Egito           | 93 | 93 | 92 | 94  | 98 | 94 | 564   | 13        |       |
| 46   | David Muñoz         | PAN Panamá          | 88 | 98 | 97 | 94  | 91 | 95 | 563   | 15        |       |

### Final
Estes foram os resultados da fase final:
| Pos.              | Atirador                | 1    | 2    | 3    | 4    | 5    | 6    | 7    | 8    | 9    | 10   | 11   | 12   | 13   | 14   | 15   | 16   | 17   | 18   | 19   | 20   | Final | Notas            |
| ----------------- | ----------------------- | ---- | ---- | ---- | ---- | ---- | ---- | ---- | ---- | ---- | ---- | ---- | ---- | ---- | ---- | ---- | ---- | ---- | ---- | ---- | ---- | ----- | ---------------- |
| Medalha de ouro   | VIE Hoàng Xuân Vinh     | 10.4 | 10.4 | 10.7 | 10   | 9.8  | 10.6 | 10.1 | 9.8  | 10.1 | 10.3 | 10.6 | 10.3 | 10.4 | 10   | 9.2  | 10.8 | 9.8  | 9.3  | 9.2  | 10.7 | 202.5 | Recorde olímpico |
| Medalha de prata  | BRA Felipe Wu           | 10.5 | 10.3 | 10.4 | 10.5 | 10.7 | 10.1 | 9.9  | 9.4  | 9.5  | 10.2 | 10.4 | 9.3  | 10.4 | 9.6  | 10.1 | 10.7 | 10.0 | 9.8  | 10.2 | 10.1 | 202.1 |                  |
| Medalha de bronze | CHN Pang Wei            | 8.6  | 10.1 | 10.7 | 9.4  | 10.2 | 10.5 | 10.3 | 9.9  | 10.5 | 9.8  | 10.3 | 10.6 | 8.7  | 10.4 | 9.8  | 9.8  | 10.6 | 10.2 | —    | —    | 180.4 |                  |
| 4                 | SVK Juraj Tužinský      | 10.6 | 10.2 | 10.3 | 10.5 | 10.1 | 9.7  | 10.5 | 9.9  | 10.2 | 9    | 9.9  | 10.2 | 9.4  | 9.9  | 9.1  | 9.9  | —    | —    | —    | —    | 159.4 |                  |
| 5                 | KOR Jin Jong-oh         | 10.2 | 10.5 | 9.8  | 9.7  | 9.9  | 9.8  | 9.9  | 10.5 | 9.5  | 10.4 | 9.9  | 10   | 10.6 | 9.1  | —    | —    | —    | —    | —    | —    | 139.8 |                  |
| 6                 | ITA Giuseppe Giordano   | 9.5  | 10.1 | 9.7  | 10.8 | 10.5 | 10.4 | 10.4 | 10.3 | 8.7  | 9.2  | 9.4  | 9.4  | —    | —    | —    | —    | —    | —    | —    | —    | 118.4 |                  |
| 7                 | RUS Vladimir Gontcharov | 10.2 | 9.7  | 10.5 | 10.1 | 9.1  | 9.8  | 9.9  | 9.7  | 10.7 | 9.2  | —    | —    | —    | —    | —    | —    | —    | —    | —    | —    | 98.9  |                  |
| 8                 | IND Jitu Rai            | 9.5  | 9.8  | 9.6  | 9.7  | 10.1 | 10.2 | 9.7  | 10.1 | —    | —    | —    | —    | —    | —    | —    | —    | —    | —    | —    | —    | 78.7  |                  |

Legenda
| Recorde mundial      | Recorde mundial (World record)               |                       | Recorde africano                      | Recorde africano (African) |                                           | Q | Classificado por posição (Qualified) |
| Recorde olímpico     | Recorde olímpico (Olympic record)            | Recorde da América    | Recorde da América (Americas)         | q                          | Classificado por melhor tempo (Qualified) |   |                                      |
| Melhor marca do ano  | Melhor marca do ano (World leading)          | Recorde asiático      | Recorde asiático (Asian)              | DNS                        | Não largou (Did not start)                |   |                                      |
| Recorde nacional     | Recorde nacional (National record)           | Recorde europeu       | Recorde europeu (European)            | DNF                        | Não terminou (Did not finish)             |   |                                      |
| Recorde pessoal      | Recorde pessoal do atleta (Personal best)    | Recorde da Oceania    | Recorde da Oceania (Oceania)          | DSQ / DQ                   | Desclassificado (Disqualified)            |   |                                      |
| Recorde da temporada | Recorde da temporada do atleta (Season best) | Recorde sul-americano | Recorde sul-americano (South America) | NM                         | Sem marca (No mark)                       |   |                                      |